# Léopold Faye
Léopold Faye (geboren am 16. November 1828 in Marmande; gestorben am 5. September 1900 in Birac-sur-Trec) war ein französischer Politiker der Dritten Republik.

## Leben
Über Étienne-Léopold Fayes Leben bis zum Eintritt in die Politik liegen keine Informationen vor; lediglich seine Anwaltstätigkeit in Marmande ist bezeugt. 1870 wurde er Bürgermeister von Marmande (bis 1873) und 1871 zum Abgeordneten des Départements Lot-et-Garonne gewählt. Dort gehörte er Fraktion der Gauche républicaine an. Nach seinem Ausscheiden bis zu seinem Tod war er Mitglied des Senats. 1876 wurde er Sous-secrétaires d’État im Innenministerium und damit Regierungsmitglied im Kabinett Dufaure IV; Ende der 1880er Jahre wurde in den Kabinetten Pierre Tirards Minister für Bildung und später für Landwirtschaft. Ab 1880 war er mehrfach Präsident des Generalrats der Lot-et-Garonne.
In der Krise des 16. Mai 1876 (diese läutete das Ende der monarchistischen Regierungen ein) gehörte er zu den Unterzeichnern des „Manifests der 363“.

## Ehrungen
In Marmande ist ein Kindergarten nach ihm benannt.